# Solskifte
Solskifte er en bestemt måde at inddele og fordele en landsbys marker mellem landsbyens gårde. Hver enkelt mark blev ganske enkelt inddelt i lige så mange dele, som der var gårde i landsbyen. Disse dele, kaldet agre, blev så fordelt efter et bestemt system. Solsikfte er et af de systemer. En anden - og mere kompliceret - type agerskift er bolskifte.
Ved solskifte fordeles agrenes rækkefølge i agerskiftet ud fra gårdenes geografiske fordeling inde i landsbyen. Det vil sige, at den gård der eksempelvis lå længst mod syd, altid fik den andel af en mark, der lå længst mod syd. Gården ved siden af fik det næste markstykke og så videre. På denne måde blev alle landsbyens marker inddelt i jordstykker, der altid lå i samme rækkefælge.
Agrene var smalle, mellem 2 og 20 meter, men til gengæld op til flere undrede meter lange. På den måde kunne man pløje hver enkelt ager med færrest mulige vendinger af den tunge plov.
Et antal agre udgjorde et agerskifte eller fald, dvs. en samlet gruppe agre afgrænset fra andre agerskifter. I et sådant agerskifte havde hver gård i landsbyen mindst én ager. På den måde fik gårdene deres agre spredt over hele landsbyens jord og fik således andel i både den gode og den dårlige jord.
 Der er for få eller ingen kildehenvisninger i denne artikel, hvilket er et problem. Du kan hjælpe ved at angive troværdige kilder til de påstande, som fremføres i artiklen.